# Okja
Okja (Koreaans: 옥자) is een Zuid-Koreaans-Amerikaanse actiefilm uit 2017, geregisseerd door Bong Joon-ho. De film ging op 19 mei in première op het filmfestival van Cannes in de competitie voor de Gouden Palm.

## Verhaal
Mija, een jong meisje, moet alles in het werk stellen om te zorgen dat haar beste vriend, een groot en introvert dier met de naam Okja niet ontvoerd wordt door een multinational.

## Rolverdeling
| Acteur             | Personage          |
| ------------------ | ------------------ |
| Ahn Seo-hyun       | Mija               |
| Tilda Swinton      | Lucy/Nancy Mirando |
| Jake Gyllenhaal    | Dr. Johnny Wilcox  |
| Paul Dano          | Jay                |
| Byun Hee-bong      | Heebong            |
| Steven Yeun        | K                  |
| Lily Collins       | Red                |
| Shirley Henderson  | Jennifer           |
| Giancarlo Esposito | Frank Dawson       |

## Productie
De filmopnamen gingen van start op 22 april 2016 in Seoel en verhuisden naar Vancouver, Canada op 31 juli 2016.
De film werd na de première in Cannes alleen in Zuid-Korea in de bioscoop vertoond. De film was zeer succesvol met een opbrengst van meer dan twee miljard Won. In de rest van de wereld werd Okja vanaf 28 juni 2017 enkel aangeboden via Netflix.